# 최종준
최종준(崔宗峻, ? ~ 1246년)은 고려 후기의 문신으로, 본관은 동주(東州)이다. 최유청(崔惟淸)의 손자이자 최선(崔詵)의 차남이며, 『고려사』 「최유청전」에 자신의 열전도 들어 있다.

## 생애
1201년(신종 4) 문과에 장원으로 급제했다.
1216년(고종 3) 우군지병마사(右軍知兵馬事), 이듬해 후군지병마사(後軍知兵馬事)에 임명되어 거란과 싸웠다.
1222년(고종 9) 좌승선(左承宣)으로 있을 때, 지정된 날짜가 아닌 날에 자기 아들을 국자시(國子試)에 응시시키려고 했으나 국자정록(國子正錄)이 이를 거절했다.
이에 최종준은 당시 무신 집권자였던 최우(崔瑀)에게, “왕에게 자기 아들이 시험을 볼 수 있도록 청을 넣어 달라”고 부탁하여 아들은 끝내 시험에 응시했고, 이 일로 사람들의 비웃음을 샀다.
1226년(고종 13) 의방서(醫方書)인 『어의촬요방 御醫撮要方』 2권을 편찬했고, 1227년(고종 14) 동지추밀원사(同知樞密院事), 이듬해 지추밀원사(知樞密院事)·좌산기상시(左散騎常侍), 또 그 이듬해 지문하성사(知門下省事)·이부상서(吏部尙書)를 거쳤다가, 문하시중(門下侍中)에까지 이르렀다.
1242년(고종 29) 퇴직을 청했으나, 왕이 이를 윤허하지 않고 궤장(几杖)을 내렸으며, 1246년(고종 33) 졸했다.
시호는 선숙(宣肅)이다.

## 평가
『고려사』는 최종준에 대해 「최유청전」에서 이렇게 평했다.
| “ | 사람됨이 엄중(嚴重)하고 말수가 적었으나, 음악과 여색을 즐겼으며, 거처(居處)와 음식이 지나치게 사치스러웠다. | ” |

## 가족 관계
※출처를 표시하지 않은 부분은 『고려사』가 출처이다.
- 증조 - 최석(崔奭, 1026년 ~ 1099년) : 검교태부(檢校太傅)·수태보(守太保)·문하시랑동중서문하평장사(門下侍郞同中書門下平章事)·감수국사(監修國史)·판이예부사(判吏禮部事)·상주국(上柱國)·창원현개국자(昌原縣開國子)·식읍(食邑) 500호, 예숙공(譽肅公)
  - 조부 - 최유청(崔惟淸, 1093년 ~ 1174년) : 검교태위(檢校太尉)·수사공(守司空)·중서시랑평장사(中書侍郞平章事)·집현전태학사(集賢殿太學士)·판예부사(判禮部事), 문숙공(文淑公)
    - 아버지 - 최선(崔詵, 1138년 ~ 1209년) : 수태사(守太師)·중서시랑평장사(中書侍郞平章事)·수문전태학사(修文殿太學士)·감수국사(監修國史)·판이부사(判吏部事)·상주국, 문의공(文懿公)
    - 어머니 - 미상
      - 형 - 최종원(崔宗源) : 검교태자첨사(檢校太子詹事)
      - 동생 - 최종재(崔宗梓) : 우복야(右僕射)·한림학사승지
      - 동생 - 최종번(崔宗蕃) : 승선(承宣), 최평(崔坪)의 아버지
        - 장남 - 최광(崔日+兄, 1208년 ~ 1229년)[7] : 내시(內侍)·감문위섭산원(監門衛攝散員)
        - 사위 - 이장용(李藏用, 1201년 ~ 1272년)[8] : 문하시중(門下侍中)·수문전태학사·감수국사·판이부한림원사(判吏部翰林院事)·태자태사(太子太師)·경원군개국백(慶源郡開國伯)·식읍 1000호·식실봉(食實封) 100호, 문진공(文眞公)